# Éditions Seghers
Pour les articles homonymes, voir Seghers.
Les Éditions Seghers sont une maison d'édition française créée en 1944 par Pierre Seghers et consacrées en premier lieu à la poésie.
C'est un département de la société Éditions Robert Laffont, filiale d'Editis

## Historique
Pierre Seghers crée sa première maison d'édition en 1938 sous l'appellation « Éditions de la Tour » à Villeneuve-lès-Avignon. Elles se nommeront définitivement « Éditions Seghers » à partir de mai 1944 avec le premier numéro de la collection des Poètes d'aujourd'hui consacré à Paul Éluard.
Seghers et sa maison d'édition s'installent à Paris en août 1944, boulevard Raspail, puis rue de Vaugirard. Il vend sa maison à son ami Robert Laffont en 1969.
Les Éditions Seghers sont connues pour leurs collections consacrées à la poésie, notamment la collection emblématique « Poètes d’aujourd’hui ». Le fonds d'édition est riche de nombreuses œuvres de poètes français de renommée tels Louis Aragon ou Paul Éluard, amis de la Résistance de Pierre Seghers.
Les Éditions ont également publié des anthologies consacrées aux chanteurs (« Poésie et chanson »), aux savants, aux cinéastes, aux philosophes, etc.
Collaborant aux Éditions Seghers dès 1956, où il effectue divers travaux éditoriaux, Bernard Delvaille s’occupe à partir de 1962 avec Pierre Seghers de la collection « Poètes d’aujourd’hui ». Après le rachat des Éditions Seghers par Robert Laffont en 1969, il dirige ladite collection jusqu'en 1987. Lui succède Paul Fournel jusqu'en 1992. Après des années de fonctionnement au ralenti, la maison publie plusieurs ouvrages à l'initiative de Leonello Brandolini, p-dg des Éditions Robert Laffont, et de Bruno Doucey, nouveau directeur des Éditions Seghers, de 2003 à 2009.
La marque Éditions Seghers appartient à la société : Éditions Robert Laffont.

### Exposition
Une exposition consacrée à Pierre Seghers et à sa maison d'édition s'est tenue à Paris au Musée du Montparnasse de juillet à octobre 2011, puis à Villeneuve-lès-Avignon du 1er décembre 2012 au 31 mars 2013.

## Collections
- Les Auteurs par la bande
- Autour du monde
- Cinéma d'aujourd'hui
- Clefs
- Destins politiques
- Fenêtres de la nuit
- Écrivains d’hier et d’aujourd’hui
- Histoires d'un mythe
- Melior
- Musiciens de tous les temps
- Philosophes de tous les temps
- Poésie d’abord
- Poètes d’aujourd’hui
- Poésie et chansons
- Savants du monde entier
- Théâtre de tous les temps